# Lué-en-Baugeois
Lué-en-Baugeois korábbi község Franciaország Loire mente régiójában, Maine-et-Loire megyében. 2016. január 1-jén három másik korábbi községgel egyesült és Jarzé Villages új község része lett.
Lakosainak száma 327 fő (2018. január 1.). Lué-en-Baugeois Bauné, Chaumont-d’Anjou, Cornillé-les-Caves, Mazé-Milon, Jarzé Villages és Sermaise községekkel határos.

## Népesség
A település népességének változása:
| Lakosok száma | 242  | 227  | 297  | 291  | 285  | 350  | 338  | 335  | 327  | 327  |
|               | 1962 | 1968 | 1982 | 1990 | 1999 | 2008 | 2011 | 2013 | 2017 | 2018 |